# Cocoricó
Cocoricó es una serie infantil animada brasileña, producida por TV Cultura (Fundação Padre Anchieta) y retransmitida en América Latina a través del canal de televisión Nick Jr. y Pakapaka

## Sinopsis
La serie narra las aventuras de Julio, un niño de 8 años que nació en la gran ciudad y vive en la granja de sus abuelos, Cocoricó, situada en la ciudad de Cocoricolandia. El pequeño Julio interactúa con animales que no conocía en la ciudad, como Alípio, Lilica, Lola, Zazá, entre otros. 
Durante la primera temporada la trama se desarrollaba en un solo escenario; recién en la tercera temporada se realizaron algunos cambios. Ya durante la cuarta temporada se incorporan nuevos personajes, como su primo Juan, el sapo Hammer (llamado Martelo en Brasil) y el pato Torcuato.

## Personajes
- Julio - Es el protagonista principal de la serie. Es un niño de 8 años que vive con sus abuelos en la granja Cocoricó y siempre está dispuesto a jugar con sus amigos de la granja. Le encanta tocar la armónica y su frase principal es "Caramba caramba caramba". Es un buen chico, siempre dispuesto a ayudar a sus amigos. Sus padres nunca aparecen en la serie, haciendo que parezca ser huérfano.
- Alípio - Es un caballo y el mejor amigo de Julio. Trabaja en el carro de la granja. También es muy goloso y le encanta comer maíz. Tiene una novia llamada Fifi que nunca había visto una granja de cerca.
- Lilíca - Es la gallina más joven de la granja. Muy curiosa y juguetona, es también una amiga de Julio. Siempre trata de hacer las cosas sin pensar y muchas veces termina en apuros. Tiene 6 años.
- Lola - Una gallina inteligente. Por su astucia, siempre enseña cosas nuevas al personal de la granja. Lola fue una vez artista de circo y se puso a recorrer el mundo. También se destaca por ser la que mejor canta en la granja.
- Zazá - La gallina más vieja. Un poco nerviosa e inquieta. Zazá a menudo pierde los estribos y se irrita con el personal de la granja, pero tiene un buen corazón.
- Caco - Es un loro muy juguetón pero terco. Al igual que Lilica tiene 6 años.
- Kiko - Es un loro marinero adulto. A veces es malhumorado y amargado, pero es un gran amigo de todos. Solo estuvo en la primera temporada del programa.
- Mimosa - Se trata de una vaca suave y dulce que siempre se apresura a ayudar a otros y resolver problemas.
- Oriba - es una amiga de Julio y sus amigos. Vive en un pueblo cerca de la granja. Se muestra una relación de amistad con Julio aunque a menudo le regañaba, pero en el fondo está profundamente enamorada de él. Estudió en la misma escuela que Julio.
- Astolfo - Es un cerdo bebé muy divertido y entretenido. A pesar de ser un bebé es capaz de hablar e interactuar con los demás personajes. Surgió a partir de la etapa desde 2003 mostrando una gran importancia en el programa. A menudo es malcriado por la madre, cuyo rostro nunca se muestra, solo las manos y casi siempre permanece en su cuna en la granja de cerdos.
- Dicho y Hecho - Hecho es el jefe detrás de los planes, mientras que Dicho se hace el torpe ayudante a quien siempre llama "bobote". En realidad, que siempre tiene buenas ideas; sin embargo Hecho siempre le hace pensar que sus ideas son suyas, pero al final siempre Hecho termina haciéndolo mal. Son los únicos animales que no están definidos.
- Toquinho (Antonio en el doblaje argentino) - Siempre es muy nervioso y pesimista; piensa que las cosas van a salir mal y se queja de todo lo que sucede en la granja. Es un murciélago.
- Pato Torcuato - Un pato muy molesto. Antes de casarse ya había hecho algunas apariciones. Después de su matrimonio con la pata Vina se le ve más preocupado. Siempre habla de regalos.
- Pata Vina - Se trata de una pata arrogante y mandona que ama dar órdenes a su marido, el pato Torcuato. También cocina y le gusta ser el centro de atención.
- Sapo Hammer (o en Brasil, Martelo) - Un pequeño sapo que vive en un estanque junto a la casa de los patos Torcuato y Vina. Fue introducido a finales de la segunda temporada en 2007.
- Joao/Juan - Es el primo de Julio. Vive en la ciudad con su familia y viene los días de fiesta a la granja. Introducido a finales de la segunda temporada, desde que se convirtió en el mejor amigo de Julio hace todo con él. En un principio se presentaba como un chico obsesionado con la cultura hip hop con pensamientos científicos, rapeando y haciendo el break dance. Más tarde, también mostró una fascinación por la tecnología.
- Noel - El padre de Juan, que trabaja como ingeniero.
- Dora - La madre de Juan, que trabaja como profesora.
- Rodolfo - El hermano menor de Juan.
- Meñique - Un perro peludo y juguetón. En su última aparición muere atropellado.
- Dorivaldo - El portero del edificio donde vive Juan.
- Roto - Un ratón gruñón que vive en la basura